# Elshout
Elshout est un village néerlandais de 1 543 habitants (2008), situé dans la commune de Heusden dans la province du Brabant-Septentrional, dans la région du Langstraat.
Jusqu'au 1er mai 1935, Elshout faisait partie de la commune d'Oudheusden, dont le village constituait la partie méridionale. Après la suppression de cette commune, Elshout était rattaché à Drunen, jusqu'en 1997, quand cette commune fusionna dans Heusden.